# Scott Smith (Schriftsteller)

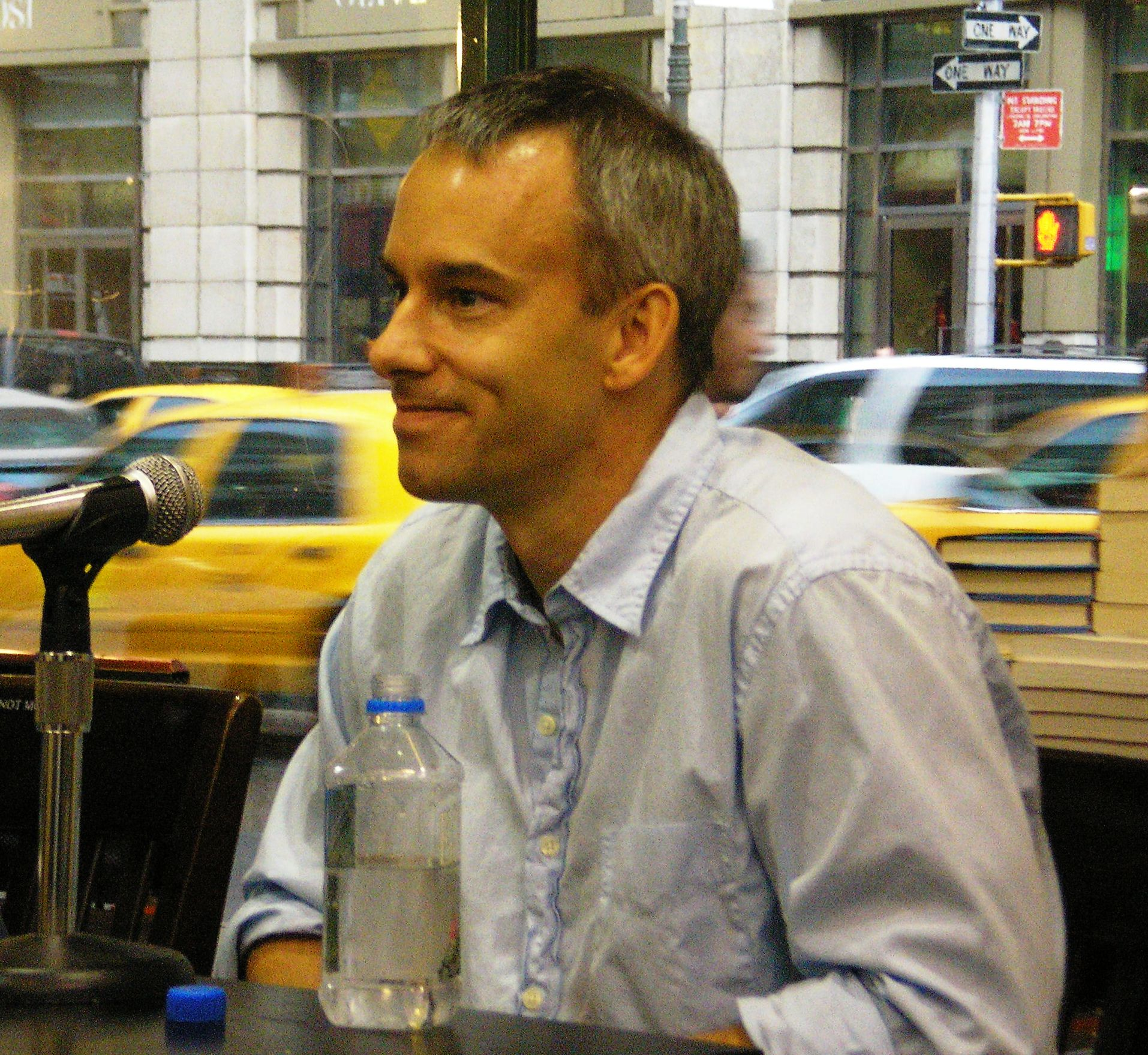
Scott Smith

Scott B. Smith (* 13. Juli 1965 in Summit, New Jersey) ist ein US-amerikanischer Schriftsteller und Drehbuchautor.
Smith studierte zunächst am Dartmouth College und an der Columbia University in New York City und widmete sich dann dem Schreiben von Büchern. 1993 erschien sein erster Roman A Simple Plan (deutsch: Ein ganz einfacher Plan). Die 1995 in Schweden veröffentlichte Übersetzung En enkel plan wurde von der „Svenska Deckarakademin“ (Schwedische Krimiakademie) mit dem renommierten Schwedischen Krimipreis - International ausgezeichnet.
Nach der Adaption des Stoffes zu einem Drehbuch entstand 1998 unter der Regie von Sam Raimi der gleichnamige Spielfilm. Smith wurde für seine Arbeit 1999 in der Kategorie Adaptiertes Drehbuch für einen Oscar nominiert. Im gleichen Jahr wurde er von der Broadcast Film Critics Association mit dem Critics Choice Award ausgezeichnet.
2006 veröffentlichte er unter dem Titel The Ruins (dt.: Dickicht) seinen zweiten Roman, der sich ebenfalls zu einem internationalen Bestseller entwickelte. Die Verfilmung durch den US-amerikanischen Regisseur Carter Smith hatte am 2. April 2008 Premiere in Hollywood.
Eine TV-Adaptation von William Gibsons Roman The Peripheral wurde 2018 von Amazon bestellt mit Smith als Drehbuchautor. Smith kreierte die Serie und diente daneben auch als Executive Producer und Showrunner.

## Werke
Romane
- 1993 A Simple Plan
  - Ein ganz einfacher Plan, dt. von Lutz-W. Wolff; Blanvalet-Verlag, München 1994, ISBN 3-7645-0670-9.
- 2006 The Ruins
  - Dickicht, dt. von Christine Strüh; Fischer Taschenbuch Verlag, Frankfurt/M. 2007, ISBN 978-3-596-17616-8.

Kurzgeschichten
- 2005 The Egg Man
- 2015 Up in Old Vermont
- 2017 Dogs
- 2018 Christmas in Barcelona
- 2019 The New Boyfriend

## Verfilmungen
- Sam Raimi (Regie): Ein einfacher Plan, 1998 (Romanvorlage und Drehbuch).
- Carter Smith (Regie): Ruinen, 2008 (Romanvorlage und Drehbuch).
- Matthew Ross (Regie): Siberia – Tödliche Nähe, 2018 (adaptiertes Drehbuch).
- Peripherie, 2022 (Fernsehserie, adaptiertes Drehbuch).